# Nocturna Artificalia
Nocturna Artificalia, albo ci, którzy pragną bez końca (ang. Nocturna Artificalia, or Those Who Desire Without End) – film animowany z 1979 roku, będący debiutem braci Quay.
W przypadku animacji Stephena i Timothy'ego Quay trudno mówić o fabule; mamy tu do czynienia raczej z ciągiem obrazów, których bohaterami są: postać wędrująca nocą po mieście, tramwaje i samo miasto.
W filmie użyto muzyki Stefana Cichońskiego, nagranej przez Chamber Orchestra of Highgate School w Londynie. Motyw tytułowy jest autorstwa Zygmunta Koniecznego.